# Blepharis macra
Blepharis macra är en akantusväxtart som först beskrevs av Christian Gottfried Daniel Nees von Esenbeck, och fick sitt nu gällande namn av K. Vollesen. Blepharis macra ingår i släktet Blepharis och familjen akantusväxter. Inga underarter finns listade i Catalogue of Life.